# Picramniàcies
Les picramniàcies (Picramniaceae) són l'única família de plantes angiospermes de l'ordre monotípic de les picramnials (Picramniales), dins del clade de les superròsides (Superrosidae). Les seves 54 espècies s'agrupen en quatre gèneres i es troben distribuïdes per l'Amèrica tropical, Mèxic i Florida.

## Descripció
Les picramniàcies són arbres o arbusts caducifolis, les fulles són compostes i peciolades, amb els folíols disposats de manera alternada o oposada. Les flors són unisexuals i s'agrupen en inflorescències racemoses o en panícula. Els pètals poden mancar a les flors masculines. El gineceu és format per 2 o 3 carpels. El fruit és una baia o una càpsula samaroide.

## Taxonomia
L'ordre de les picramnials va ser publicat per primer cop l'any 2001 a l'obra Prosyllabus Tracheophytorum, tentamen systematis plantarum vascularium (Tracheophyta) del botànic rus Alexander Boríssovitx Doweld. La família de les picramniàcies va ser descrita per primer cop l'any 1995 a la revista Taxon pels botànics Edwino S. Fernando i Christopher J. Quinn.

### Gèneres
Dins de la família de les picramniàcies es reconeixen els 4 gèneres següents:
- Aenigmanu W.W.Thomas - Una espècie, presència al Perú i el nord del Brasil[8]
- Alvaradoa Liebm. - Sis espècies, presència a Florida, les illes del Carib, Mèxic, Amèrica Central, Bolivia i nord-oest de l'Argentina[9]
- Nothotalisia W.W.Thomas - Tres espècies, presècia a Panamà, Colòmbia, Equador, Perú, nord del Brasil i Bolívia[10]
- Picramnia Sw. - Quaranta-quatre espècies, presència a Florida, illes del Carib, Mèxic, Amèrica Central, les Guaianes, Panamà, Colòmbia, Veneçuela, Equador, Perú, Brasil, Bolívia, Paraguai, Uruaguai i el nord-est de l'Argentina[11]

### Història Taxonòmica
A la classificació clàssica de les plantes del Sistema Cronquist (1981), les espècies de les picramniàcies estaven assignades a la família de les simarubàcies (Simaroubaceae) dins l'ordre de les sapindals.
El primer sistema APG (1998) va reconèixer la família de les picramniàcies però la va deixar sense classificar dins de cap ordre, però dins del clade de les ròsides. Aquesta situació es va mantenir a la segona versió, APG II (2003).
El tercer sistema APG, APG III (2009), va resoldre la ubicació de les picramniàcies, sobre la base dels nous estudis disponibles, adoptant un ordre específic, el de les picramnials. Aquesta situació es manté sense canvis al vigent sistema APG IV (2016).